# マイロン・フェリックス
マイロン・フェリックス（Mailon Felix、1999年11月29日 - ）は、ドミニカ共和国出身のプロ野球選手（投手・育成選手）。右投右打。

## 経歴
2021年10月4日に福岡ソフトバンクホークスと育成選手契約を結んだ。背番号は141。
2022年1月に来日し、春季キャンプより合流した。この年は二軍公式戦（ウエスタン・リーグ）12試合に登板し、0勝1敗、防御率3.63、三軍非公式戦には31試合に登板し、1勝2敗5セーブ、防御率2.56という成績だった。
2023年は春季キャンプ中に右脇腹を痛めて途中離脱した。リハビリ組に移動後は、リハビリマネジャーと相談して投球フォームのバランスを改良。制球力を改善させた。この年はウエスタン・リーグ6試合に登板し、0勝1敗、防御率5.87、三軍・四軍非公式戦では23試合に登板し、1勝0敗3セーブ、防御率1.99という成績を挙げた。
2024年はウエスタン・リーグ15試合に登板し、0勝0敗1セーブ、防御率3.07という成績を残したが、14.2イニングを投げて13四球を与える内容だった。オフに戦力外通告を受けた。

## 投球スタイル
最速160キロのストレートが武器。

## 詳細情報

### 年度別投手成績
- 一軍公式戦出場なし

### 背番号
- 141（2022年 - 2024年）

### 登場曲
- 「Si lo puedes soñar」 Eladio Carrión（2023年）